# Acacia obliquinervea
Acacia obliquinervea é uma espécie de leguminosa do gênero Acacia, pertencente à família Fabaceae.